# الأكاديمية البحرية البولندية
الأكاديمية البحرية البولندية (PNA) «أبطال ڤيستربلات» هي جامعة بحرية تشرف عليها وزارة الدفاع الوطني لجمهورية بولندا، مع التاريخ، دون انقطاع من قبل الحرب العالمية الثانية، التي يعود تاريخها إلى عام 1922. في الوقت الحاضر، توفر الاكاديمية البحرية البولندية التعليم للطلبة الضباط والضباط والطلاب المدنيين في المرحلتين الأولى والثانية من الدراسة (المرحلة الجامعية والدراسات العليا)، وكذلك دراسات الدكتوراه. كما أنه يوفر فرصًا للتطوير المهني في الدورات المتخصصة وبرامج الدراسات العليا. وفقا للاتفاقات الدولية، الاكاديمية البحرية البولندية تقوم بتدريب ضباط وطلبة ضباط للقوات البحرية لبعض البلدان في أوروبا وشمال أفريقيا والشرق الاوسط والشرق الأقصى. يساهم التبادل الدولي بشكل كبير في رفع مؤهلات كادر وموظفين الاكاديمية البحرية البولندية. كما يتيح للطلاب حضور المحاضرات التي يلقيها أفضل المتخصصين من المراكز العلمية الرائدة في العالم.

## التاريخ

### فيلق تدريب الضباط المؤقتين (1921)
بعد تأسيس القوات البحرية البولندية في 28 نوفمبر 1918 من قبل رئيس الدولة جوزيف بيوسديسكي بدأ تشكيل فرعها العسكري. كان أحد الأهداف الرئيسية تشكيل هيكل تدريب، بسبب نقص الطلبة الضباط. كانت الخطة في البداية لبدء مدرسة بحرية وقسم تدريب اكتمل في عام 1920.
لم تكن هناك حاجة لهذا النوع من هيكل التدريب حتى الحرب البولندية السوفيتية لعام 1920، حيث كانت جميع القوات البحرية تم الاستعانة بها من مصادر خارجية من حكومة النظام المحتل. بعد أن حصلت بولندا على استقلالها الذاتي، قرر الجنرال كازميتش بوريبسكي تشكيل أول مؤسسة تقدم مؤقتًا دورات للضباط الجدد (دورات التدريب المؤقتة البولندية للضباط) في Toruń ، بولندا في 20 مارس 1921. كانت دورة مدتها 18 شهرًا لتدريب ضباط القوات البرية للخدمة على متن البوارج. تحت إشراف LCDR Adam Mohuczy في المجمل تم اتمام الدورة من قبل 39 ضابطا.

### مدرسة الضباط البحريين (1922)
تحت ولاية اللواء كازيميرز بوروبسكي في 6 نوفمبر 1922 مدرسة الضباط البحرية (pol. Oficerska Szkoła Marynarki Wojennej .) تم تأسيسها مرة أخرى في Toruń . هذه المرة كانت المدرسة تتكون من منشاة واحدة وكان الغرض منها تدريب طلبة ضباط جدد ليصبحوا ضباط بحريين. تألفت فترة التدريب من سنتين تم تمديدها لاحقًا إلى 3 سنوات. خلال فترة التدريب كان الطلاب يكتسبون خبرة على متن السفن الحربية مثل "ORP "Komendant Piłsudski" و “ORP"Generał Haller".
عمداء مدرسة الضباط البحريين 
- - Capt. LCDR Adam Mohuczy (October 1, 1922 – October 6, 1924)
  - Capt. Witold Panasiewicz (October 6th1924 – October 15, 1925)
  - Capt. Czesław Petelenz (October 15, 1925 – November 10, 1926)
  - Capt. LCDR Stefan Frankowski (November 23, 1926 – October 18, 1928)

### المدرسة البحرية للطلاب (1928)

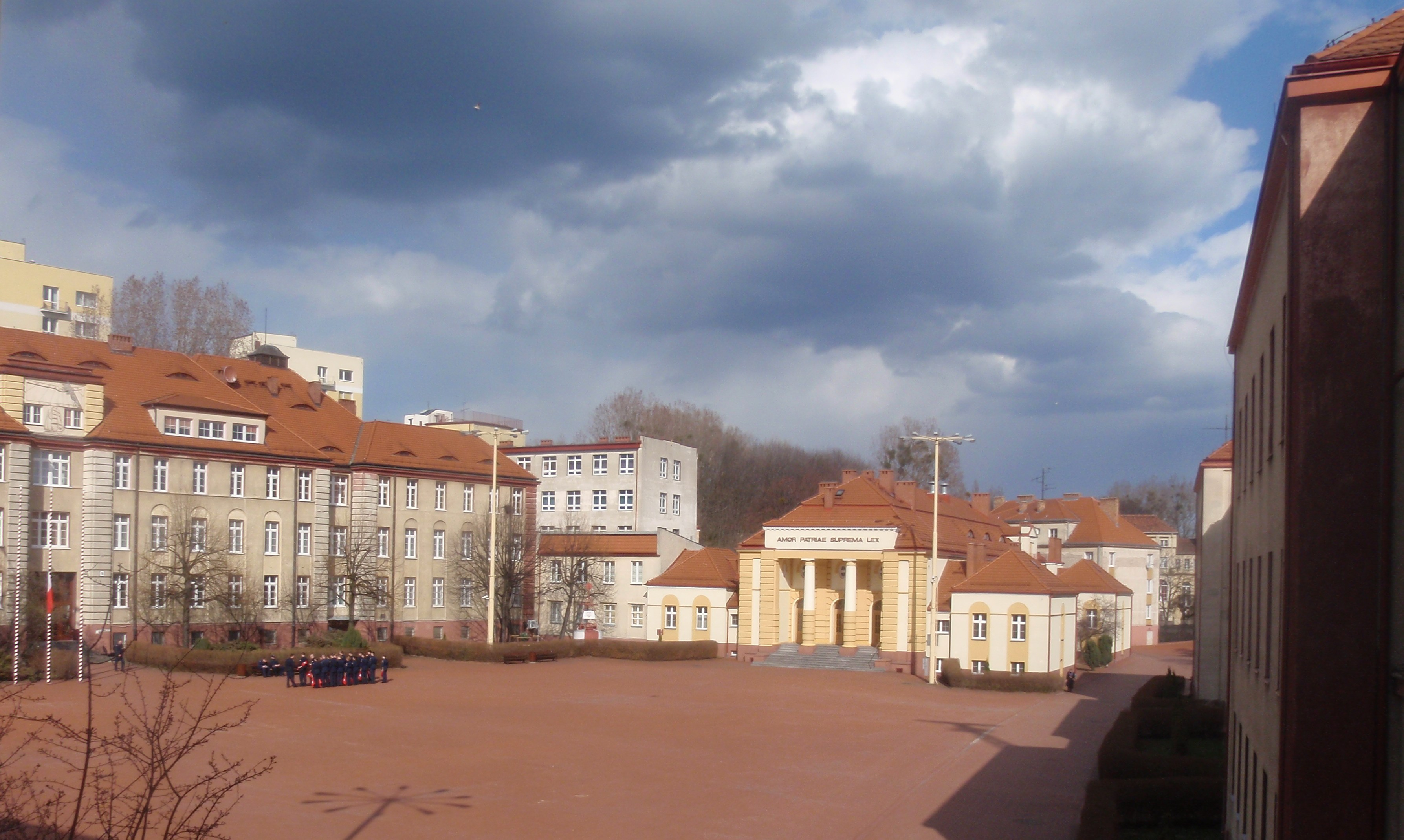
الساحة الرئيسية للأكاديمية البحرية البولندية

تسبب تحديث هيكل التدريب داخل الجيش البولندي في تغيير اسم مدرسة ضباط البحرية إلى مدرسة الطلبة الضباط البحريين (Szkoła Podchorążych Marynarki Wojennej) مع هيكل معاد تنظيمه بشكل كبير داخل المؤسسة نفسها. في البداية كانت تتألف من تكوين كليتين منفصلتين: البحرية والتقنية. وقدمت دورات عملية على متن السفن الحربية ORP "Iskra" و ORP "Wilia" على التوالي. في وقت لاحق، في عام 1935، تم إنشاء تخصص إدارة مخصص للإدارة البحرية. في عام 1938 تم نقل المدرسة من Toruń إلى بلدة قريبة من بيدغوز. تم الانتهاء من الدورات التدريبية في ظل الهيكل الجديد من قبل 158 ضابطًا و 173 خريجًا بحريًا و 23 خريجًا فنيًا و 12 خريجًا إداريًا. في بداية الحرب العالمية الثانية في عام 1939 كان الطلاب والضباط من مدرسة الطلبة الضباط البحريين يشاركون بنشاط في الدفاع عن البلد، غالبًا في التشكيلات البرية. قبل شهر، في 24 أغسطس، تم إرسال بعض الطلاب العسكريين، إلى جانب المرشحين الجدد، الذين كانوا يتلقون تدريبًا مؤقتًا في Oksywie ، Gdynia ، إلى بيدغوز.

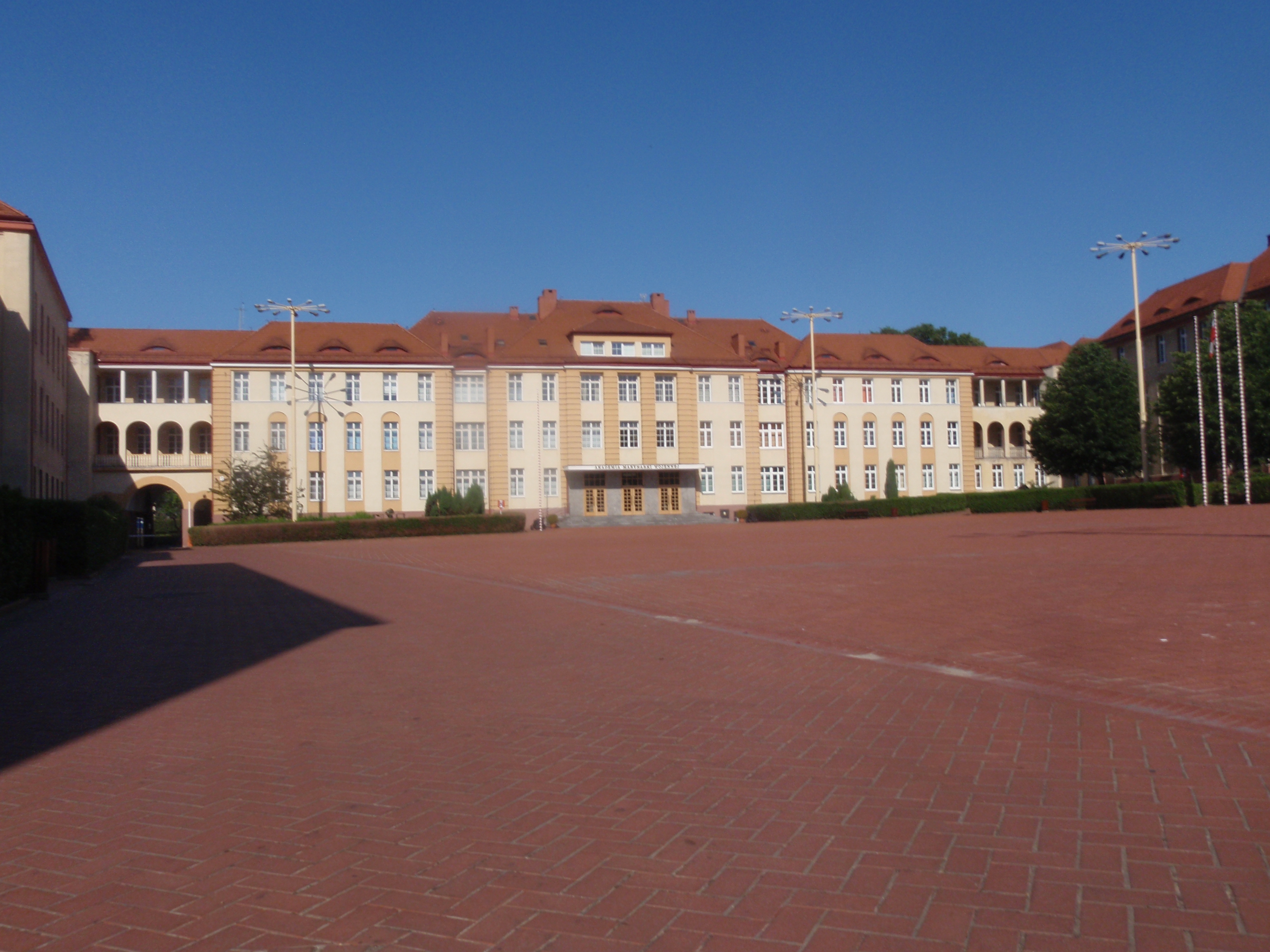
المدخل الرئيسي للأكاديمية

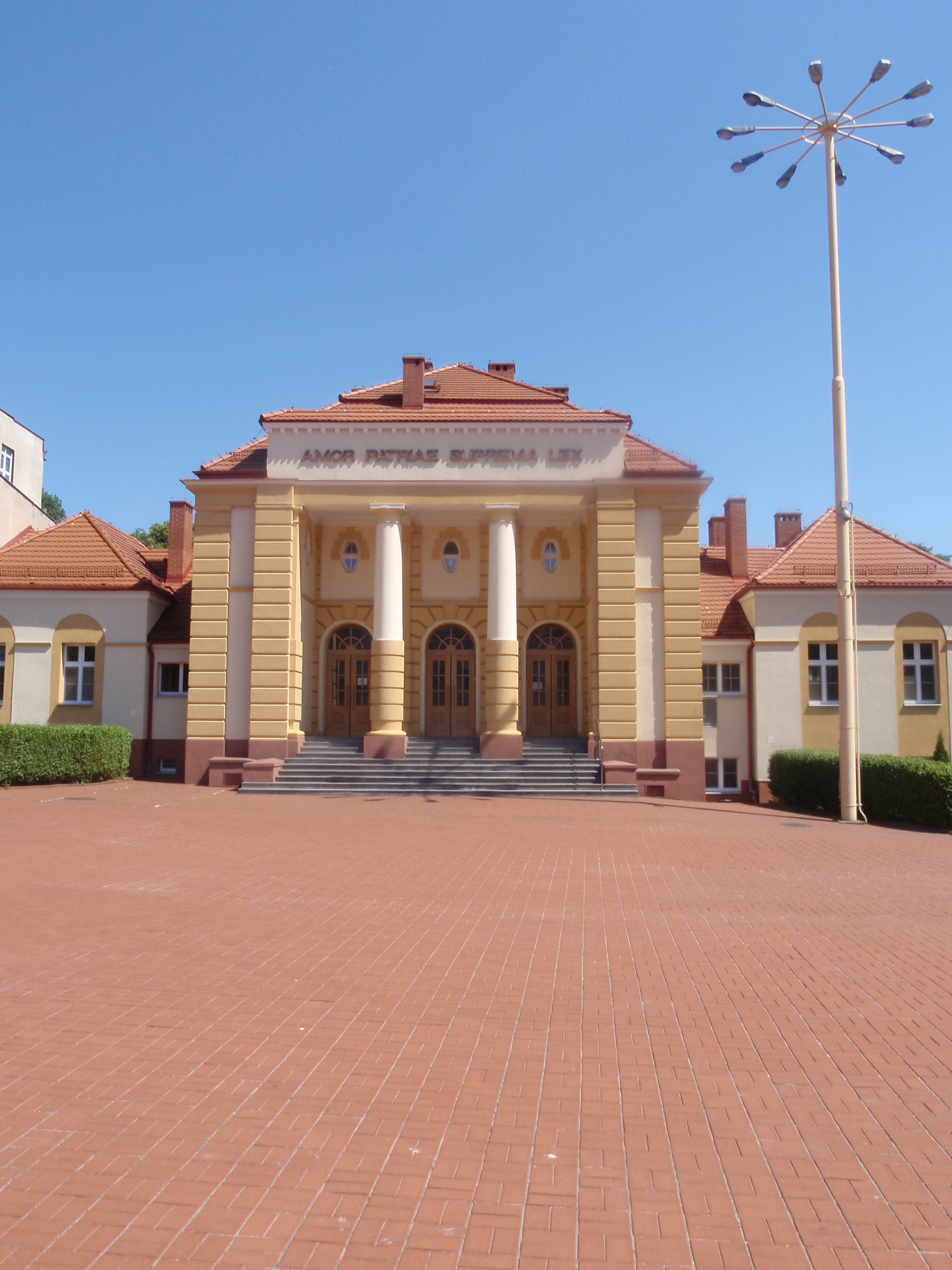
مبنى يحمل علامة "AMOR PATRIAE SUPREMA LEX" في الأكاديمية البحرية البولندية في غدينيا

المشرفون على مدرسة الطلاب البحريين في السنوات 1928-1939
- كابتن. ستيفان فرانكووسكي (19 أكتوبر 1928 - 13 مايو 1929)
- كابتن. جيرزي كوسوفسكي (13 مايو 1929 - 23 مايو 1929)
- كابتن. أول LCDR كارول كوريتوفسكي (23 مايو 1929 - 4 أبريل 1933)
- كابتن. أول LCDR Tadeusz Morgenstern-Podjazd (4 أبريل 1933 - 10 أكتوبر 1937)
- كابتن. أول LCDR Tadeusz Stoklasa (10 أكتوبر 1937 - 18 أغسطس 1939)
- كابتن. Tadeusz Morgenstern-Podjazd (18 أغسطس 1939 - 19 سبتمبر 1939).

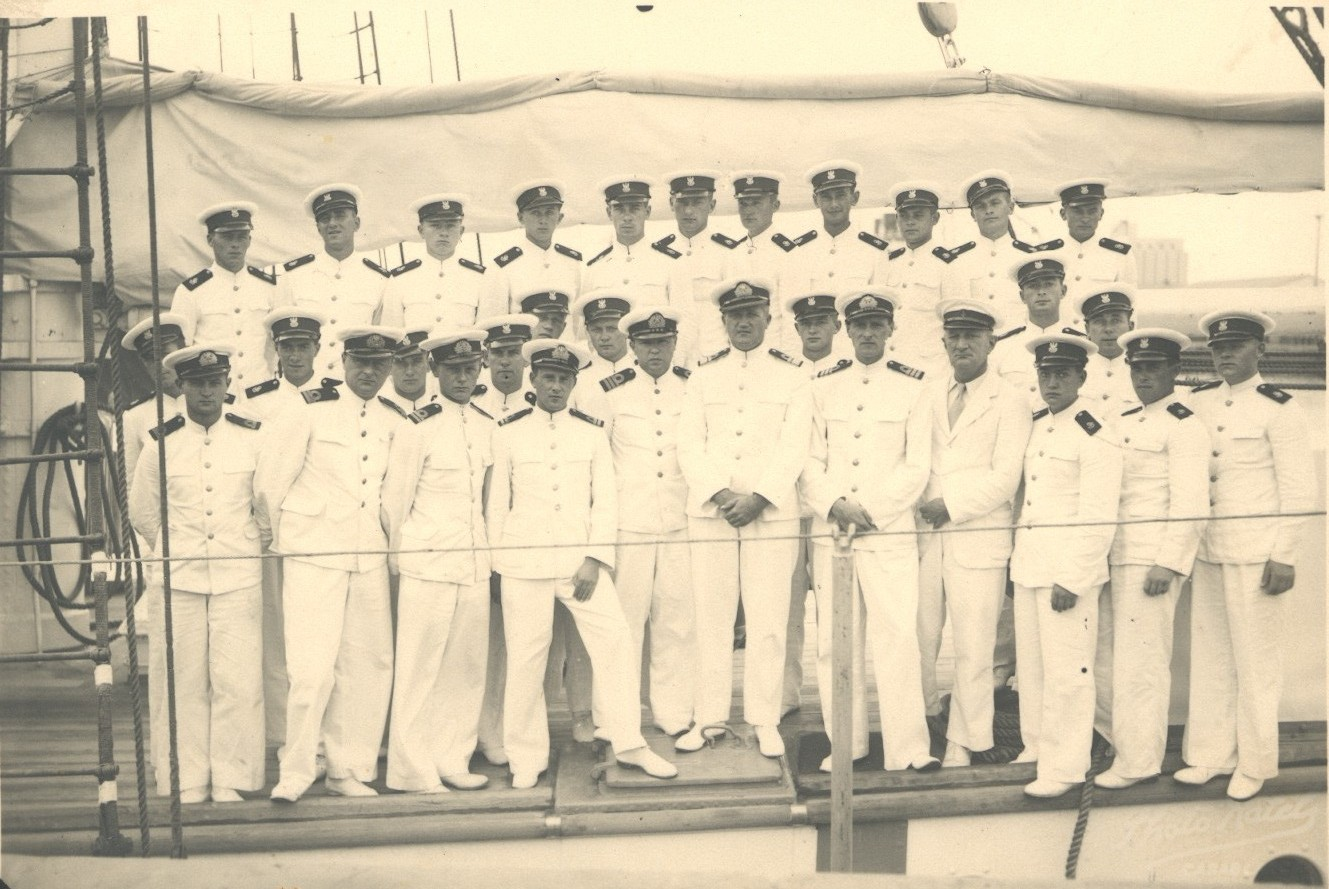
الطلبة الضباط على متن ORP "Iskra" ، 1938

تحت الولاية القضائية لرئيس البحرية البولندية . تم إحياء مدرسة Capt.Jerzy Świrski Naval Cadets '، هذه المرة في بريطانيا العظمى. كان السبب الرئيسي وراء إمكانية الإحياء هو إكمال الدورات التي وصل إليها الطلاب المتبقون وانتقالهم الناجح من بولندا إلى بريطانيا العظمى. في وقت لاحق تم تجنيد طلاب جدد أيضًا بين ضباط الصف والبحارة. لم يتغير برنامج التدريب كثيرًا، إلا أن الجزء العملي من الدورات عقد في الغالب في سفن حربية تابعة للبحرية الملكية. في 17 سبتمبر 1943 رئيس البحرية البولندية . قام العقيد جيرزي شويرسكي بإنشاء مدرسة احتياط جديدة للبحرية (pol. Szkoła Podchorążych Rezerwy Marynarki Wojennej (abbr. SRRMW))، التي شاركت إدارتها مع مدرسة Naval Cadets 'School. كان الهدف من ذلك هو إنشاء كادر جديد للبحرية البولندية سيتم تشكيله بعد الحرب العالمية الثانية.
كان الموقع الدقيق لمدرسة Naval Cadets 'على متن سفينة حربية بولندية ORP "Gdynia" وفي ميناء بليموث البريطاني ولكن في عام 1943 مع مدرسة Reserve Naval Cadets الجديدة تم نقلها إلى Bickleigh و Okehampton . في 25 نوفمبر 1946، ألغيت كلتا المدرستين تحت ولاية قائد البحرية البحرية العقيد. جيرزي شويرسكي. من عام 1939 إلى عام 1946 من مدرسة الطلبة الضباط البحريين المتخرجين: 53 ملازم ثاني بحري من الكلية البحرية، و 40 ملازم ثان بحري احتياطي من الكلية البحرية، و 16 ملازم ثاني بحري من الكلية التقنية، و 2 ملازم ثاني احتياطي من الكلية الفنية، 5 ملازم ثان من البحرية من كلية ضباط البحرية و 9 ملازم ثان من ضباط الاحتياط من أعضاء هيئة تدريس ضباط البحرية. كان عدد الضباط الذين تخرجوا 49.
عمداء مدرسة الطلبة الضباط
عمداء مدرسة الطلبة الضباط البحريين في بريطانيا
- العميد Ludwik Ziębicki (25 نوفمبر 1939 - 18 يناير 1940)
- العميد. Witold Zajączkowski (18 يناير 1940 - 18 أكتوبر 1940)
- العميد Włodzimierz Kodrębski (18 أكتوبر 1940 - 5 أكتوبر 1941)
- العميد. Mirosław Kownacki (5 أكتوبر 1941 - 20 مارس 1942)
- العميد. Zbigniew Wojewódzki (20 مارس 1942 - 18 أكتوبر 1943)
- العميد Wojciech Francki (18 أكتوبر 1943 - 28 أغسطس 1945)
- العميد. Tadeusz Morgenstern-Podjazd (18 أكتوبر 1945 - 25 نوفمبر 1946).

### مدرسة الضباط البحريين (1946)
في 18 يناير 1946 أمر قائد الجيش الشعبي البولندي المارشال ميخائيل رولا-زيميرسكي امر بتاسيس مؤسسة عسكرية للتدريب البحري. العقيد. آدم موهوتشي اتبع الأمر وأمر بتشكيل مدرسة ضباط البحرية (بول. Oficerska Szkoła Marynarki Wojennej (abbr. OSMW)) في غدينيا، بولندا. كان من المخطط أن يكون حلاً مؤقتًا قبل تشكيل مؤسسة التدريب المناسبة للضباط البحريين. بعد إنشاء الكلية البحرية، أغلقت مدرسة ضباط البحرية طلبات الالتحاق لطلابها الجدد ثم أغلقت في وقت لاحق.
أكملت السنة الأولى من الطلاب الكلية في نظام مدته 3 سنوات، بينما في السنوات التالية تم تنفيذ نظام البكالوريوس لمدة 4 سنوات. كان على المرشحين الذين تقدموا بطلبات أن يكونوا قد أتموا 4 سنوات من المدرسة الثانوية بأمر تكريم البحارة وضباط الصف البحري وضباط الوحدات البرية أولاً. يتكون تخصص سطح السفينة من الدورات التالية: عام، سياسي، مناورة للسفن، استراتيجيات بحرية، معرفة بحرية، اتصالات وتحديد موقع إشعاعي، ممارسة بحرية. شاركت الكلية التقنية مواضيع الممارسة العامة، والسياسة، والبحرية مع إضافة الموضوعات الفنية والكهربائية والكهربائية والتقنية والمحركات بشكل عام. في النهاية، كانت هناك امتحانات وكان مطلوبًا من الطلاب اجتياز أطروحة كانت تمنحهم تخصصات: سطح السفينة والبخار أو الاحتراق الداخلي أو الكهرباء في كلية التقنية. عقدت أولى الفصول العملية على متن الفرقاطة المدنية «دار بومورزا»، وبعد ذلك تمت إضافة سفينة حربية ORP "Iskra" عام 1948 و ORP "Zetempowiec" عام 1951. عدد الضباط الذين تخرجوا 500.
مشرفو مدرسة الضباط البحريين (1946-1958)
- كابتن. LCDR Stanisław Mieszkowski الثاني (3 أكتوبر 1946 - 5 مارس 1947)
- كابتن. أول LCDR آدم ريشيل (5 مارس 1947 - 4 أبريل 1948)
- كابتن. روبرت ساتانوفسكي (4 أبريل 1948-7 أكتوبر 1949)
- كابتن. ويتولد روكيفيتش (7 أكتوبر 1949 - 5 نوفمبر 1951)
- كابتن. أول LCDR Tadeusz Makarewicz (5 نوفمبر 1951 - 24 ديسمبر 1952)
- كابتن. Mikołaj Rożkow (24 ديسمبر 1952 - 13 سبتمبر 1954)
- كابتن. Stanisław Leszczyński (13 سبتمبر 1954 - 18 أكتوبر 1958).

تم إبقاء العميد. ستانيسلو ميشكوفسكي والعقيد آدم ريشيل في الأسر وتعذيبه في ظل النظام الشيوعي. في وقت لاحق. حُكم على العقيد ستانيسلاف ميشكوفسكي بالإعدام في عام 1952. دفن جسده سرا في مقبرة Powiązki العسكرية. في عام 2016 تم ترشيحه من قبل الرئيس البولندي أندريه دودا إلى لقب لواء كجندي ملعون.

### الكلية البحرية البولندية (1955)

الشعار السابق للكلية البحرية

في 11 يونيو من عام 1955 أصبحت مدرسة الضباط البحريين الكلية البحرية البولندية (pol. Wyższa Szkoła Marynarki Wojennej، abbr. WSMW) التي كانت مؤسسة للتعليم العالي تعمل مثل الأكاديمية. في عام 1956 تم تعديل اسم المدرسة بإضافة الشرف «Heroes of Westerplatte». تتكون الكلية البحرية في البداية من 4 كليات: الملاحة والاتصالات البحرية والأسلحة البحرية والتقنية والخاصة. في عام 1956 تم إغلاق الكلية الخاصة وفي عام 1957 أعيد تنظيم كليات أخرى في القسم البحري والقسم الفني.
تم طرح البرنامج الدراسي للموضوعات الملاحية والميكانيكية من دورات مماثلة عقدت في جامعات مدنية أخرى، غنية بمواد إضافية حول الأسلحة البحرية والمواد الموجهة للجيش. أولئك الذين تخرجوا حصلوا على لقب المهندسين. منذ عام 1955، تمكن الطلاب أيضًا من حضور دورات الضباط الخاصة والقيادة ليصبحوا ضباطًا معتمدين. في عام 1959 تم فتح دورات درجة الماجستير الأولى للقسم الفني. في عام 1968 تاسست المدرسة البحرية للافراد (pol. Szkoła Chorążych Marynarki Wojennej) وفي وقت لاحق كانت الكلية البحرية تقدم برنامج درجة الدكتوراه للملاحة وميكانيكا السفن. خرجت الكلية البحرية حوالي 2000 ضابط و 800 من الافراد.
قادة الكلية البحرية
- كابتن. Stanisław Leszczyński (11 يونيو 1955 - 18 أكتوبر 1958).
- كابتن. LCDR الثاني Tadeusz Makarewicz (18 أكتوبر 1958 - 3 فبراير 1959)
- كابتن. كازيميرز بودروكي (3 فبراير 1959 - 21 يناير 1966)
- RDML MS غريون Grzenia-رومانوسكي (21 يناير 1966 - 14 مارس 1969)
- RDML MS هنريك Pietraszkiewicz (14 مارس 1969 - 1 ديسمبر 1969)
- نقيب الوثيقة ENGR Edward Łączny (1 ديسمبر 1969 - 27 فبراير 1971)
- مستند RDML . ويتولد جلينسكي (27 فبراير 1971 - 18 أكتوبر 1983)
- نقيب الوثيقة جيرزي أبانوفيتش (18 أكتوبر 1983 - 17 يوليو 1987)

شعار الأكاديمية البحرية البولندية

### الأكاديمية البحرية البولندية (1987)
في 17 يوليو من عام 1987، قررت حكومة الجمهورية الشعبية البولندية إعادة تقييم الكلية البحرية لتصبح أول أكاديمية بحرية بولندية (pol. Akademia Marynarki Wojennej، abbr. AMW). وبهذه الطريقة أصبح اسم المؤسسة وثيق الصلة ببنيتها الداخلية. في نهاية التسعينات، تم إدخال قسمها العسكري بدورات درجة الماجستير والكليات المدنية الجديدة. كانت تتكون من أعضاء هيئة التدريس الميكانيكية، كلية العلاقات الدولية وأعضاء هيئة التدريس التربوية. في عام 2000 تم تطوير معهد القيادة ليصبح في الآونة الأخيرة قسم إدارة الإستراتيجية البحرية ثم إلى قسم الفنون العملياتية البحرية والتكتيكات العسكرية البحرية التي تم تمكينها لتكريم خريجيها بعناوين في العلوم العسكرية. في عام 2002 تم إغلاق المدرسة البحرية للافراد. كانت الخطوة التالية هي تشكيل معهد العلوم الإنسانية والاجتماعية الذي تم تحويله في عام 2006 إلى قسم منفصل. بلغ عدد خريجي الأكاديمية حتى عام 2006 حوالي 600 ضابط و 300 فرد.
منذ عام 2015، بدأت الأكاديمية في التدويل ورحبت بالطلاب والمعلمين الاجانب من دول مثل: الكويت و قطر ومن المملكة العربية السعودية في عام 2016.
خلال إيقاع وزير الدفاع أنطوني ماسيريويتش، تم جعل منصب مدرب الدورة شاغرًا من الأدميرال ريسارد تشوكاسك، ونائب الأميرال هنريك سويكويكز، والأدميرال الخلفي زبيغنيو باديسكي.
قادة الأكاديمية البحرية البولندية
- نقيب الوثيقة جيرزي أبانوفيتش (17 يوليو 1987 - 10 نوفمبر 1988)
- RDML Kazimierz Bossy (10 نوفمبر 1988 - 5 فبراير 1993)
- RDML هنريك Matuszczyk (5 فبراير 1993 - 3 أكتوبر 1994)
- أستاذ RDML . أنتوني كوموروفسكي (3 أكتوبر 1994-2003)
- أستاذ RDML . Zygmunt Kitowski (17 نوفمبر 2003 - 26 أبريل 2007)
- مستند RDML . Czesław Dyrcz (26 أبريل 2007 - 23 يناير 2015)
- أستاذ RDML . Tomasz Szubrycht (من 23 يناير 2015)

## الهيكل والنشاط العلمي

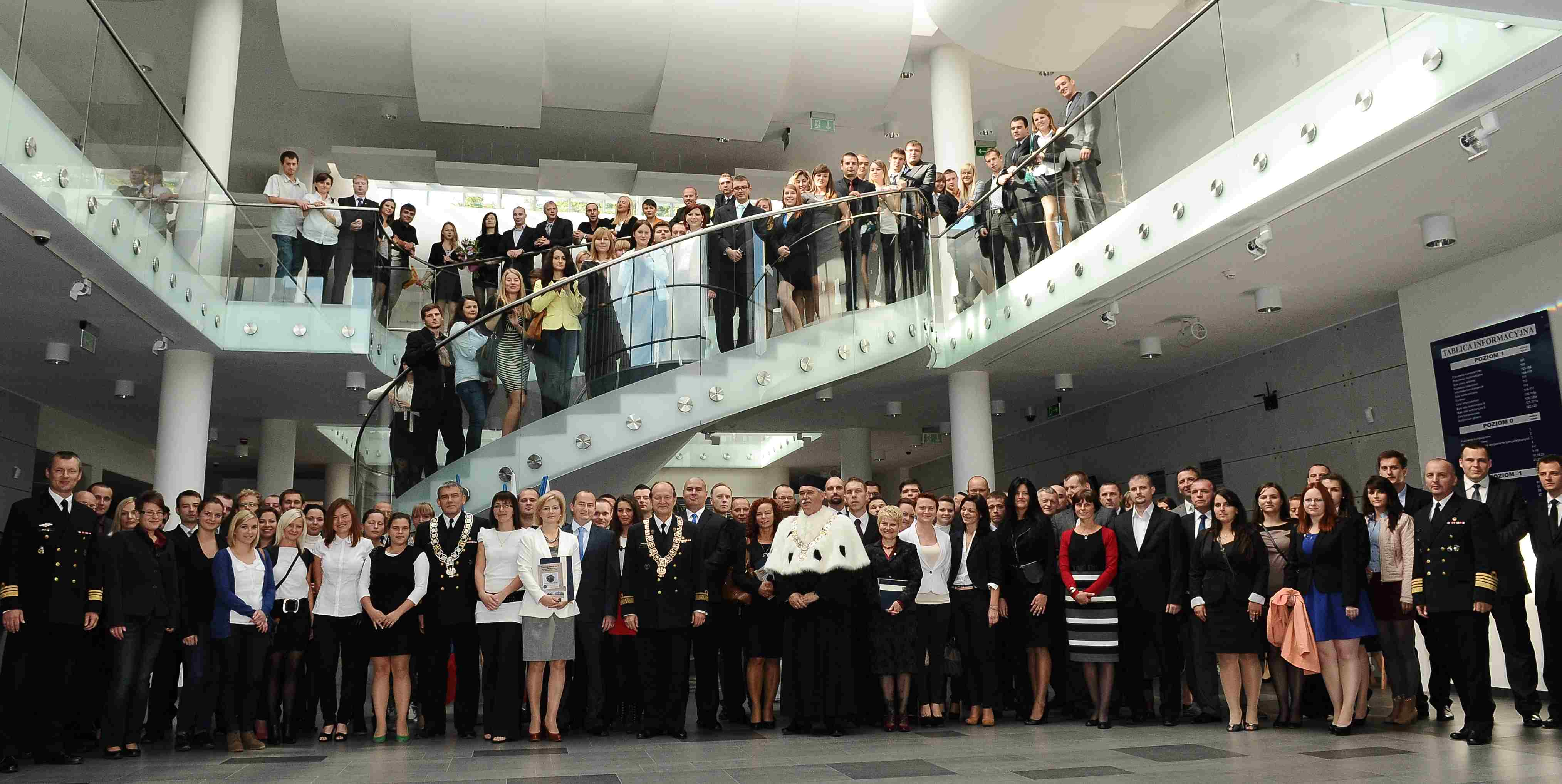
كلية القيادة والعمليات البحرية

الأكاديمية البحرية البولندية هي جامعة بحرية ذات موقع مستقر في نظام التعليم العالي البولندي.  تتمثل مهمة الأكاديمية البحرية البولندية في تهيئة الظروف اللازمة لتوفير الأمن لبولندا في البحر من خلال نشر المعرفة وإجراء الأعمال البحثية وتعليم وتطوير الطلاب الضباط والطلاب المدنيين، وكذلك إتقان العسكريين المحترفين والعمال المدنيين، في  الإدارة والصناعة البحرية.  تتعاون الأكاديمية مع الجامعات والمؤسسات البولندية والمنظمات العسكرية والعسكرية البولندية والأوروبية والمنظمات الدولية.  سلطات الجامعة:

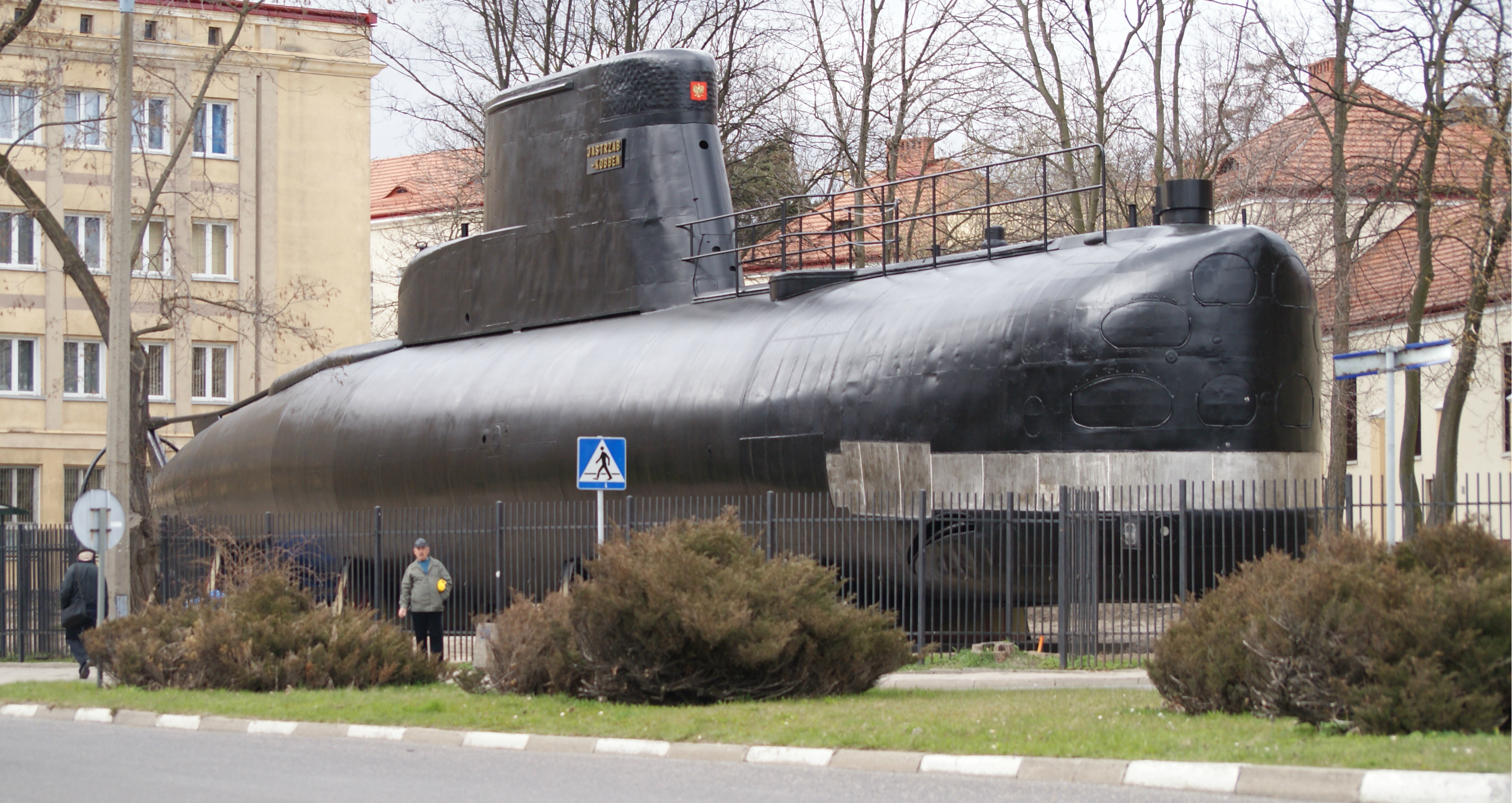
غواصة كوبين من طراز "ياسترزب" أمام الاكاديمية البحرية البولندية

- رئيس الجامعة - العميد البروفيسور . توماس شوبريخت،
- نائب القائد - العقيد. ماريوس ميوسيكوسكي دكتوراه في الهندسة،
- وكيل الجامعة للتربية والتعليم - العقيد . داريوس بوغاجسكي دكتوراه، دكتوراه،
- وكيل الجامعة للعلوم - العقيد. دكتور توماس كنيازيفتش دكتوراه،
- المستشار - بوقوسواو B D.k D.Sc. م.

تقوم الاكاديمية البحرية البولندية بتعليم ضباط البحرية والمتخصصين المدنيين على أربع كليات:
- كلية الملاحة والأسلحة البحرية،
- كلية الهندسة الميكانيكية والكهربائية،
- كلية القيادة والعمليات البحرية
- كلية العلوم الإنسانية والاجتماعية.[5][6][7][8]

يقوم الجزء الأكبر من نشاط الأكاديمية البحرية البولندية بإجراء البحث في المجالات التالية:
- استراتيجيات بحرية
- فن العمليات البحرية والتكتيكات العسكرية البحرية؛
- القانون الدولي والأمن الدولي؛
- قانون البحار؛
- الملاحة البحرية والهيدروغرافيا؛
- محاكاة الملاحة والتكامل؛
- التقنيات الحديثة في أعماق البحار والغوص؛
- هندسة المواد ومقاومة الصدمات لهياكل السفن؛
- محاكاة أنظمة التحكم في قيادة السفن؛
- أسلحة مضادة للغواصات .
- المجالات المادية وتردد الصدى؛
- الحرب الإلكترونية ودفاع السفن المضادة للصواريخ؛
- استغلال السفن والأسلحة وأنظمة السفن؛
- العمالة التنفيذية والتكتيكية لقوات الإنقاذ البحرية.[1]

## دراسات مدنية
تقدم الجامعة كلاً من المرحلة الجامعية و 28 دورة دراسات عليا في اللغة البولندية والإنجليزية. تقدم الاكاديمية البحرية البولندية دورات تركز على المهارات والكفاءات العملية. يكتسب طلاب الاكاديمية البحرية البولندية مهارات عملية واجتماعية على حد سواء بمساعدة مجموعة واسعة من المحاكيات، ومحاكاة التدريب، وغرف الوسائط المتعددة، ودورات تدريبية مخصصة تم تطويرها بالتعاون مع مستشار مهني ومكتب التوظيف الأكاديمي. بعض الدورات المقدمة هي:
- الأمن الداخلي،
- العلاقات الدولية،
- الأمن البحري،
- الأمن القومي،
- الهيدروغرافيا والملاحة،
- التشغيل الآلي والروبوتات،
- الهندسة الميكانيكية وبناء الآلات،
- الميكاترونكس،
- علم التربية العسكرية،
- نظم المعلومات في الأمن،
- تقنيات الفضاء والأقمار الصناعية (دورة بين الكليات تعمل بالتعاون مع جامعة غدانسك للتكنولوجيا والأكاديمية البحرية في غدينيا).

توفر الاكاديمية البحرية البولندية الفرصة للحصول على درجة الدكتوراه (بما في ذلك الحضور في دراسات الدكتوراه) في مجال:
- العلوم التقنية (الجيوديسيا ورسم الخرائط)،
- العلوم التقنية (بناء واستغلال الآلات)،
- العلوم الاجتماعية في مجال العلوم الأمنية (العلوم العسكرية).[5]

## الدراسات العسكرية وعملية التجنيد
يتم إجراء الدراسات العسكرية في خمسة مجالات دراسية:
- الملاحة،
- المعلوماتية،
- الهندسة الميكانيكية،
- الميكاترونكس،
- نظم المعلومات في الأمن.

يتم تدريب الطلاب على حضور برامج الدفاع المهني للعمل كضباط مفوضين في القوات المسلحة البولندية، ومعظمهم في البحرية . عملية التوظيف للدراسات العسكرية في شكل منافسة. بالإضافة إلى النتائج التي تم الحصول عليها في نهاية امتحانات الثانوية العامة، يتم أخذ نتائج اختبارات اللياقة البدنية والمقابلات في الاعتبار.

## References
1. 1 2  "amw.gdynia.pl". مؤرشف من الأصل في 2016-12-04. اطلع عليه بتاريخ 2017-07-07.
2. ↑  "Statute of Commanders". amw.gdynia.pl. مؤرشف من الأصل في 2018-02-04. اطلع عليه بتاريخ 2018-05-31.
3. ↑  "M.P. 2016 poz. 259". sejm.gov.pl. مؤرشف من الأصل في 2020-05-24. اطلع عليه بتاريخ 2018-05-31.
4. ↑  "Exiled sessonal instructors". onet.pl. مؤرشف من الأصل في 2020-05-24. اطلع عليه بتاريخ 2018-05-31.
5. 1 2  "Polish Naval Academy in Gdynia". Studies in Poland. مؤرشف من الأصل في 2017-02-02. اطلع عليه بتاريخ 2015-04-28.
6. ↑  "About Academy". Eunaweb. مؤرشف من الأصل في 2020-05-24. اطلع عليه بتاريخ 2015-04-28.
7. ↑  "Polish Naval Academy (PNA)". Chemsea. مؤرشف من الأصل في 2016-03-04. اطلع عليه بتاريخ 2015-04-28.
8. ↑  "Polish Naval Academy". Go Poland. مؤرشف من الأصل في 2018-06-03. اطلع عليه بتاريخ 2015-04-28.

## روابط خارجية
- الموقع الرسمي